# Чиода (крейсер)
«Тиёда» (яп. 千代田 Тиёда, также встречается наименование "Чиода" или "Чийода") — японский броненосный крейсер III класса, принимавший участие в русско-японской войне. Первый броненосный крейсер Японского флота. Название соответствует району Тиёда города Токио, в котором расположен императорский дворец.
Построен в качестве замены пропавшего на переходе из Франции в Японию крейсера «Унэби». Изначально планировалось вооружить крейсер 320-мм орудиями Канэ, однако на нём установили скорострельные 120-мм орудия.

## Проектирование и постройка
В Клайдбенке вслед за «Рейной Рехенте» построили «Чиоду», казалось бы, не имевшую ничего общего с испанским крейсером. Но причины, побудившие японцев переработать первоначальный проект корабля, имели те же корни. Просто морякам Страны восходящего солнца судьба преподала подобный урок несколько раньше, чем испанцам. Также, как «Рейна Рехенте», перегруженный вооружением и механизмами «Унеби» затонул на переходе от достроечной стенки в Японию.
Сходные обстоятельства порождают сходные действия. И на «Чиоду», и на второй «Рейне Рехенте» увеличили полубак и полуют; там и тут убрали тяжелую артиллерию, перейдя соответственно на 120-мм и 152-мм скорострельные пушки. В итоге и испанцы, и японцы получили довольно надежный и долговечный и весьма посредственный корабль.

## Служба
- 1894—1895 — Участвовал в японо-китайской войне.
- 1898 — Модернизирован: установлены котлы Бельвиля, сняты боевые марсы.
- 21 марта 1898 — Переклассифицирован в крейсер III класса.
- 27 января 1904 — Под командованием капитана 1-го ранга Мураками Какуити (яп. 村上格一) участвовал в бою с крейсером «Варяг» и канлодкой «Кореец» у Чемульпо.
- 26 июля 1904 — Подорвался на мине в бухте Тахэ, отбуксирован в город Дальний для ремонта.
- 12 января 1905 — Принят под командование капитаном принцем Хигасифусими Ёрихито.
- 28 августа 1912 — Переквалифицирован в корабль береговой обороны II класса.
- 30 апреля 1921 — Переквалифицирован в плавучую базу эсминцев (в действительности использовался как база подводных лодок).
- 1 апреля 1922 — Переквалифицирован в плавучую базу подводных лодок.
- 1 апреля 1924 — Переквалифицирован в учебное судно.
- 28 февраля 1927 — Исключён из списков флота.
- 5 августа 1927 — Потоплен тяжёлым крейсером «Како» в проливе Бунго во время испытательных стрельб новыми 203-мм бронебойными снарядами Тип 5.

## Командиры корабля
- капитан 1-го ранга Араи Арицура (新井　有貫) — с 10 января 1890 года по 11 апреля 1891 года[2].
- капитан 1-го ранга Утида Масатоси[яп.] — с 26 февраля 1894 года по 28 сентября 1895 года[3].
- капитан 1-го ранга Ито Цунэсаку (伊藤 常作) — с 28 сентября 1895 года по 15 мая 1897 года[3].
- капитан 1-го ранга Иноуэ Тосио (井上 敏夫) — с 1 мая по 29 сентября 1899 года[4].
- капитан 1-го ранга Нарукава Хакару (成川 揆) — с 29 сентября 1899 года по 7 июня 1900 года[5].
- капитан 1-го ранга Мацумото Аринобу (松本 有信) — с 7 июня 1900 года по 4 февраля 1901 года[6].
- капитан 1-го ранга Сакамото Хадзимэ[яп.] — с 4 февраля по 1 октября 1901 года[6].
- капитан 1-го ранга Мори Итибэй (毛利 一兵衛) — с 12 апреля по 7 июля 1903 года[7].
- капитан 2-го ранга (с 26 сентября 1903 года — капитан 1-го ранга) Мураками Какуити[англ.] — с 7 июля 1903 года по 12 января 1905 года[8].
- капитан 1-го ранга Цукияма Киотомо (Tsukiyama, Kiyotomo) — с 4 октября 1906 года по 2 мая 1907 года[8].
- капитан 1-го ранга Яманака Сибакити[яп.] — c 25 сентября 1908 года по 10 марта 1909 года
- капитан 1-го ранга Ямаока Тоёкадзу[яп.] — с 18 июня 1912 года по 1 декабря 1912 года
- капитан 2-го ранга Симаноути Канта[яп.] — с 23 августа 1914 года по 1 декабря 1914 года
- капитан 2-го ранга Комаки Сидзэн[яп.] — c 13 декабря 1915 года по 1 декабря 1916 года